# Vittoria (divinità)

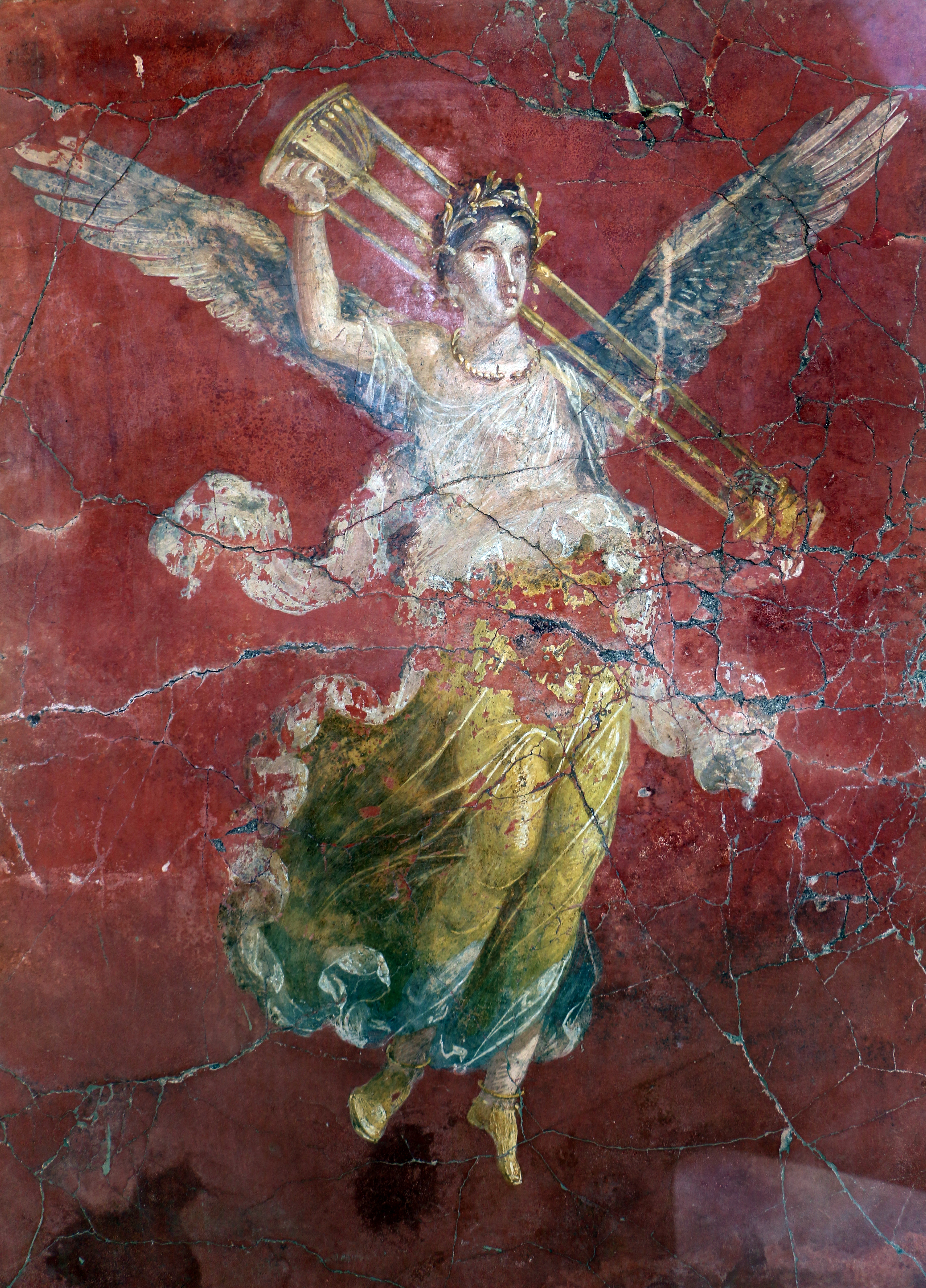
Vittoria su un antico affresco di Pompei

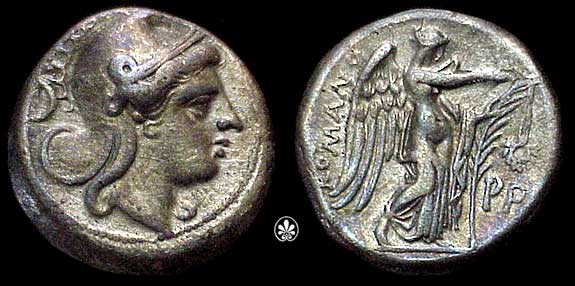
Vittoria raffigurata su una moneta della Repubblica romana

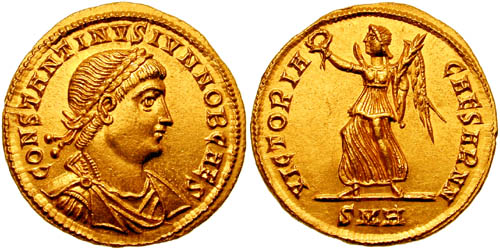
Solido con l'effige dell'imperatore romano Costantino II e la Vittoria che reca una corona di lauro e una palma.

Vittoria (in latino Victoria), nella mitologia romana è la dea personificante la vittoria in battaglia ed era associata a Bellona.

## Descrizione
Identificata con la greca Nike, era raffigurata come una giovane donna alata. Per i romani la divinità si riferiva alla vittoria sulla morte e determinava chi avrebbe avuto successo durante la guerra. Autori antichi la associavano anche con la dea sabina Vacuna, patrona del riposo dopo i lavori della campagna, mentre è attestata la presenza sulla Velia di un tempio dedicato alla dea romana della vittoria Vica Pota. Il culto di Brigid, divinità celtica  protettrice dei poeti, dei guaritori, dei druidi, dei combattenti e degli artigiani, fu diffuso dai legionari anche a Roma, associata a Vittoria e Minerva.
Il culto della Vittoria, che inizialmente per i romani era uno dei tanti epiteti riferiti a Giove (Iuppiter Victor), crebbe verso la fine della Repubblica per l'influsso che su questa aveva la cultura Greca.
Silla, dopo la vittoria nella Battaglia di Porta Collina, istituì giochi speciali, Victoria Sullana in onore della dea, e identica cosa fecero successivamente Giulio Cesare, con i giochi del 45 a.C., chiamati Victoria Caesaris, e Augusto, con i suoi giochi detti Victoria Augusti.

## Edifici
Nella curia romana si trovava l'altare della Vittoria, con accanto una colossale statua della divinità. Alla Vittoria furono dedicati diversi templi, come il Tempio della Vittoria sul Palatino.
Gli scavi archeologici di Pompei hanno riportato alla luce la Schola Armaturarum, costruita negli ultimi anni di vita di Pompei. Era un edificio di stampo militare dove i giovani venivano istruiti alla lotta e alle arti gladiatorie; inoltre fungeva da deposito per le armi, come testimoniato da un elevato numero di armature ritrovate al suo interno. La struttura, originariamente adibita a casa, presentava particolari decorazioni in stile militare come rami di palma, vittorie alate e candelabri con aquile: tuttavia tutti gli ornamenti sono andati perduti a seguito di un crollo verificatosi il 6 novembre 2010.
Nel Foro dei Severi di Leptis Magna in Libia, sulla facciata, tra un arco e l'altro erano posti dei medaglioni, di cui si conservano 70 esemplari. Nella maggior parte dei casi si tratta di rappresentazioni simboliche della dea romana Vittoria.
La Triade Capitolina dell'Inviolata, ritrovata a Guidonia Montecelio, raffigura le tre divinità principali romane, ciascuna coronata dalla Vittoria alata.

### Curia
Nella curia del Senato romano, a partire dall'anno 29 a.C. in onore della disfatta di Marco Antonio, c'era un altare con la statua d'oro della Vittoria strappata ai Tarantini. La statua ritraeva una donna alata che portava una palma e una corona di lauro.
Nel 382, l'imperatore cristiano Graziano decise di fare togliere l'altare dal Senato. Questo fatto oppose in aspra polemica il senatore pagano Quinto Aurelio Simmaco al vescovo Ambrogio di Milano.
Nel 393 l'usurpatore romano Flavio Eugenio giunge a Roma, dove mette in atto, pur essendo cristiano, una politica di tolleranza verso i pagani che, sotto la guida di Virio Nicomaco Flaviano, riprendono il potere. Eugenio permette la riapertura dei templi pagani come il tempio di Venere e Roma, la restaurazione dell'altare della Vittoria nella curia romana e, più in generale, la celebrazione di feste religiose pagane.

## Iconografia
Le figure alate, molto spesso in coppia, che rappresentavano la vittoria e si riferivano a vittorie alate, erano comuni nell'iconografia ufficiale romana, tipicamente sospesa in alto in una composizione e spesso riempivano pennacchi che altrimenti sarebbero rimasti vuoti. Ad esempio, il tema della Vittoria compare sul fornice centrale dell'Arco di Costantino, in una insula di Ercolano o sull'Arco di Galerio a Tessalonica. In generale queste figure rappresentano lo spirito della vittoria piuttosto che la dea stessa.
Continuarono ad apparire dopo la cristianizzazione dell'Impero e lentamente mutarono in angeli cristiani.

## Attributi
- Ali
- Ramo di palma (vedi anche Palma del martirio)

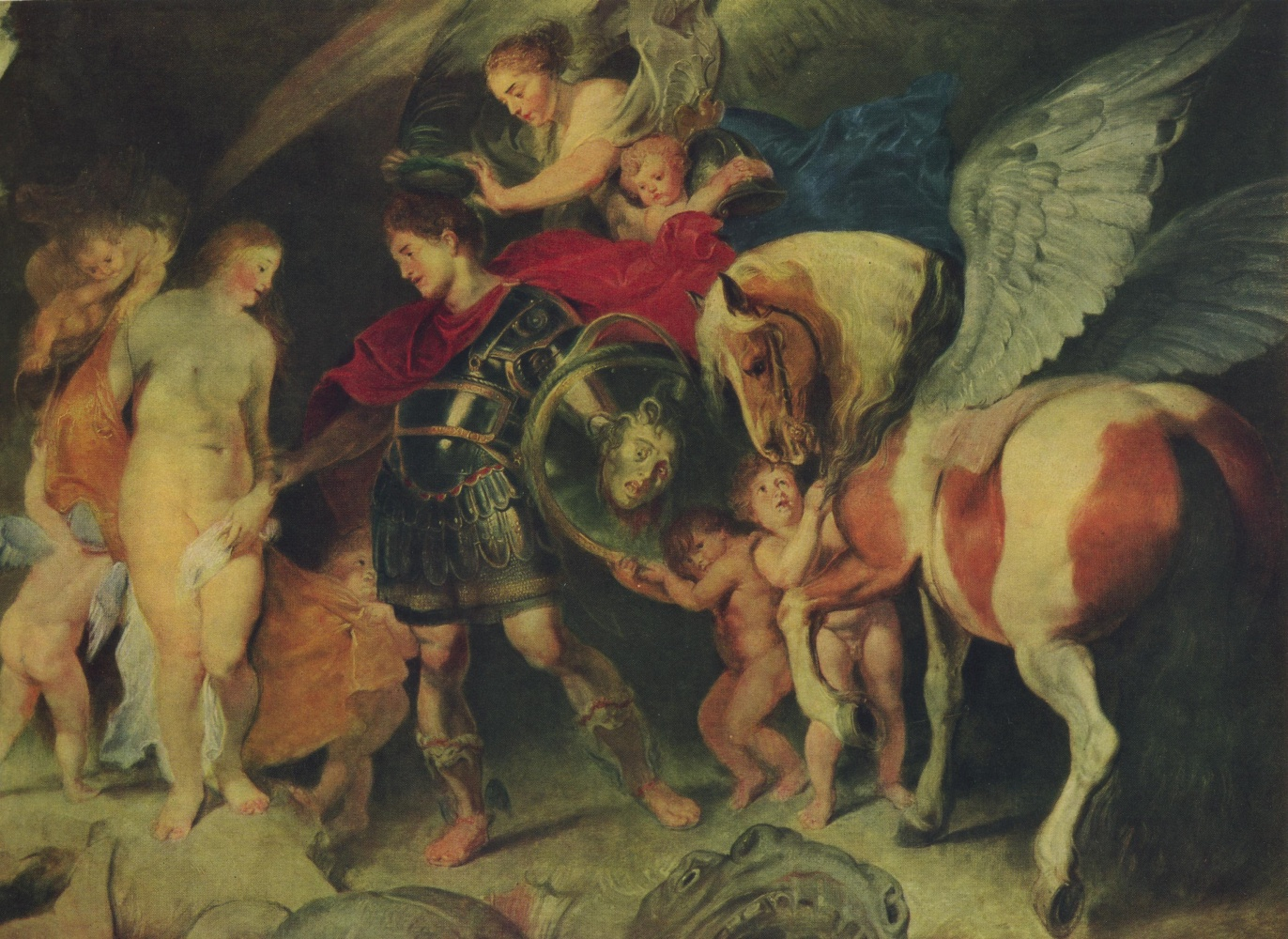
Perseo e Andromeda

- Corona di lauro

## Nell'arte
Notevoli sono due sculture dell'antichità: la Vittoria alata di Brescia, scultura greco-romana e l'ellenistica Nike di Samotracia conservata nel Museo del Louvre a Parigi.
In pittura, Perseo e Andromeda, opera del pittore fiammingo Peter Paul Rubens conservata nel Museo dell'Ermitage di San Pietroburgo, dove la Vittoria è raffigurata nell'atto di porre una corona sul capo di Perseo.
In epoca più recente, le diverse riproduzioni de La Vittoria del Piave (1917-18), altresì detta La Vittoria alata, di Arrigo Minerbi, di cui esistono in totale 5 esemplari, tra i quali in bronzo: Monumento ai Caduti di Cuggiono, Torre della Vittoria a Ferrara, Vittoriale degli Italiani a Gardone Riviera, fusione in bronzo donata da Guido Ucelli ed un'altra in marmo donata da Guido Rossi, quest'ultime due al Museo Nazionale della Scienza e della Tecnologia di Milano).